# Ketanggi (Ngawi)
Ketanggi is een bestuurslaag in het regentschap Ngawi van de provincie Oost-Java, Indonesië. Ketanggi telt 5447 inwoners (volkstelling 2010).